# Тодыков, Владимир Александрович
Владимир Александрович Тодыков (17 марта 1938, Чаптыков, Красноярский край — 18 июля 1994, Абакан) — художник, график, книжный иллюстратор. Член Союза художников СССР (1968). Основоположник этнического стиля в изобразительном искусстве хакасов.

## Биография
После окончания школы учился в Ленинградском художественном училище имени В. А. Серова (1957—1959). Окончил Красноярское художественное училище им. В. И. Сурикова (1959—1963). Уже в эти годы много ездил по Хакасии, работал в музеях, собирая материал к своим будущим гравюрам.
Многие годы трудился художественным редактором в Хакасском книжном издательстве, в журнале «Ах Тасхыл». В 1968 году вышла книга с текстом эпоса «Алтын-Арыг» и иллюстрациями В. А. Тодыкова. Впервые художник выступил создателем единого художественного образа книги, начиная от переплета до шмуцтитулов и концовок. Затем были книги «Мудрое слово», сборник народных сказок и рассказов хакасских писателей. Творческая задача иллюстрирования многочисленных изданий русской классики, серий «Сказки и предания хакасов», «Героический эпос хакасов» решалась избранной техникой черно-белой графики — «тушь, перо». По выражению В. А. Тодыкова: «Каждый штрих — мысль».
В 1960—1970-е годы искусство В. А. Тодыкова приобрело широкую известность, демонстрировалось на зональных, всесоюзных и международных выставках (Франция, Люксембург, Бельгия). Любовь к людям, свет и доброта — в живописных работах «Портрет бабушки», «Мальчик Албут», «Кай Чарков», «Портрет С. К. Доброва» и других.
В. А. Тодыков раскрыл себя и в декоративно-монументальном искусстве, им выполнены большие панно в стиле чеканки (центральный рынок Абакана, Дом бракосочетаний), в технике резьбы по дереву (гостиница «Хакасия» в Абакане; здание курорта «Озеро Шира»).
По свидетельству искусствоведов, «этот замечательный график — возбудитель громадного течения: этностиля в искусстве, кумир целой школы, генетически поднявший огромный пласт традиций от древних наскальных рисунков до народной графики».
В Абакане, на фасаде дома по улице Щетинкина, 75, установлена мемориальная доска, напоминающая о том, что здесь «жил и работал выдающийся художник Хакасии Владимир Александрович Тодыков».